# 朱有燆
胙城莊簡王朱有燆（1411年8月21日—1453年9月9日），明朝周藩第一代胙城王，周定王朱橚的庶第十四子，生母李氏。

## 生平
永樂九年八月初二日（1411年8月21日）生。宣德二年九月十八日（1427年10月8日），封胙城王。
景泰四年八月初七日（1453年9月9日），朱有燆去世，享年四十三歲，諡號莊簡。兩年後，庶長子朱子壉襲爵。

## 家庭

### 妻

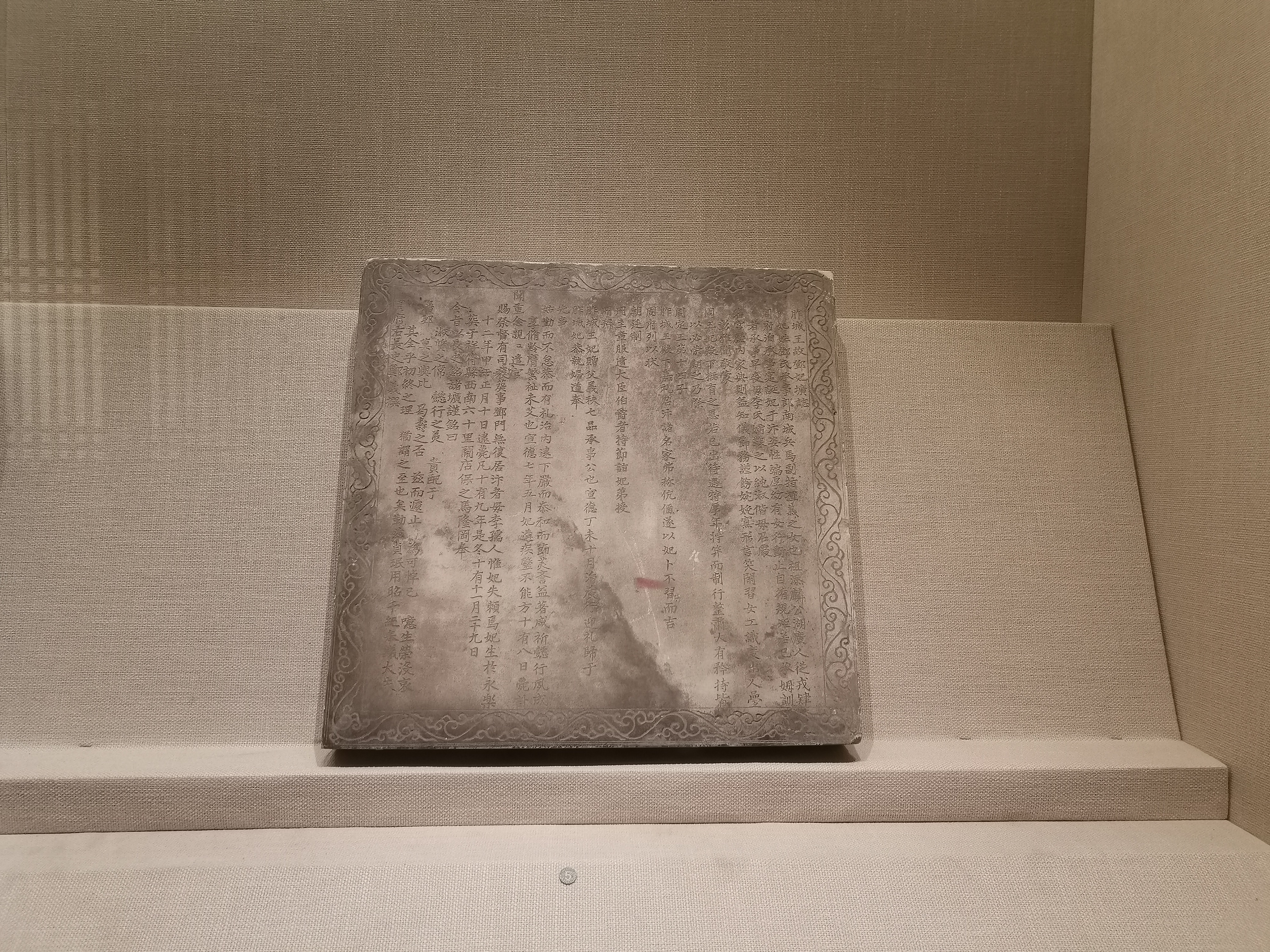
胙城王故鄧妃壙誌（開封市博物館藏）

- 鄧氏（1414年－1432年），承事郎、南城兵馬副指揮鄧義女，宣德二年（1427年）冊為胙城王妃[1]。

### 妾
- 李氏，生朱子壉[3]

### 子
- 庶長子：鎮國將軍→胙城榮順王朱子壉
- 庶次子：鎮國將軍朱子堺[4]
- 庶三子：鎮國將軍朱子㙀
- 庶四子：鎮國將軍朱子垀
- 庶五子：鎮國將軍朱子坉
- 庶六子：鎮國將軍朱子𡎺[5]
- 庶七子：鎮國將軍朱子堬[6]

### 女
- 第一女：襄邑縣主，儀賓楊能
- 第二女：縣主，儀賓霍鑑
- 第三女

## 墓葬

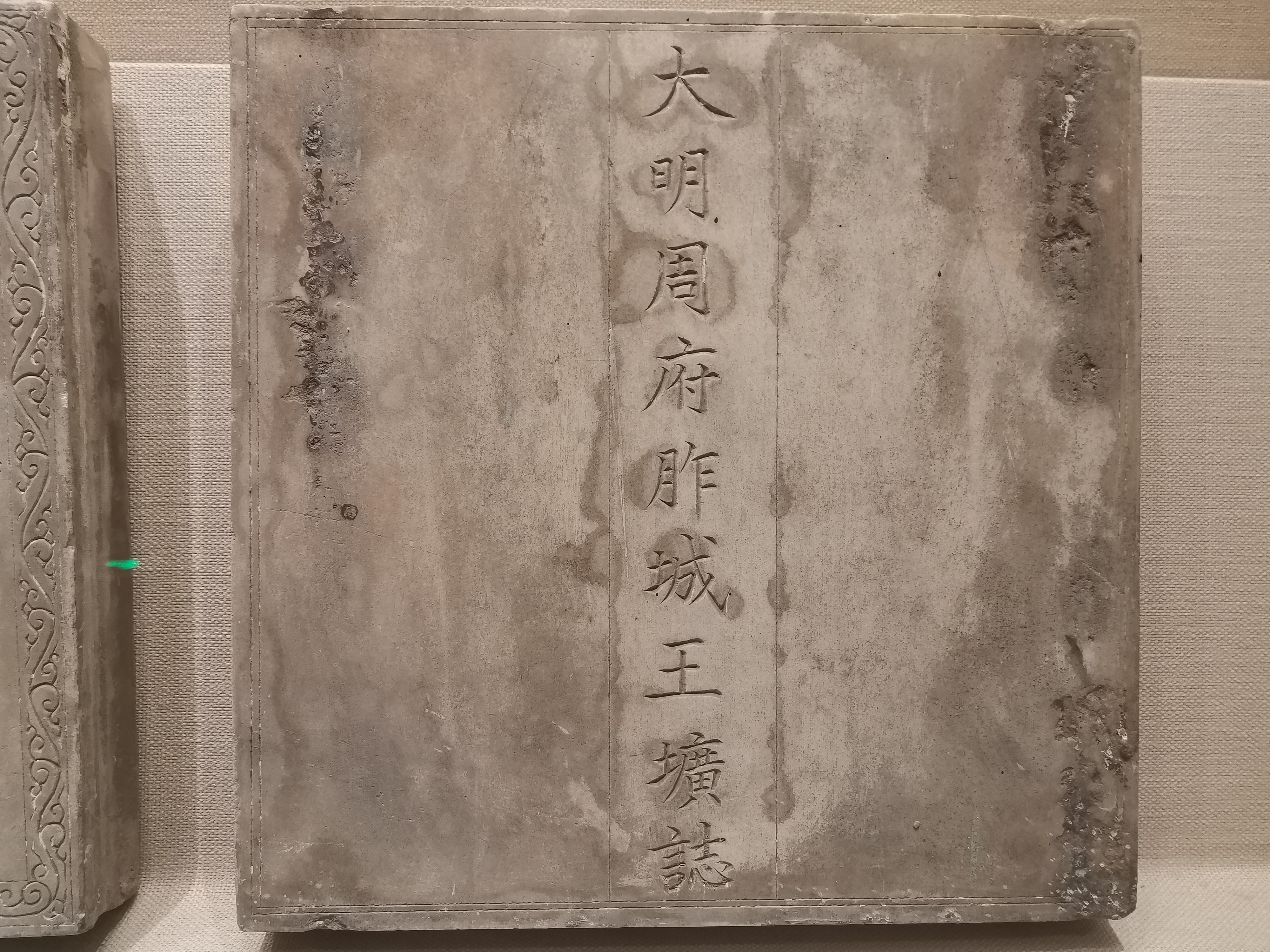
大明周府胙城王壙誌蓋（開封市博物館藏）

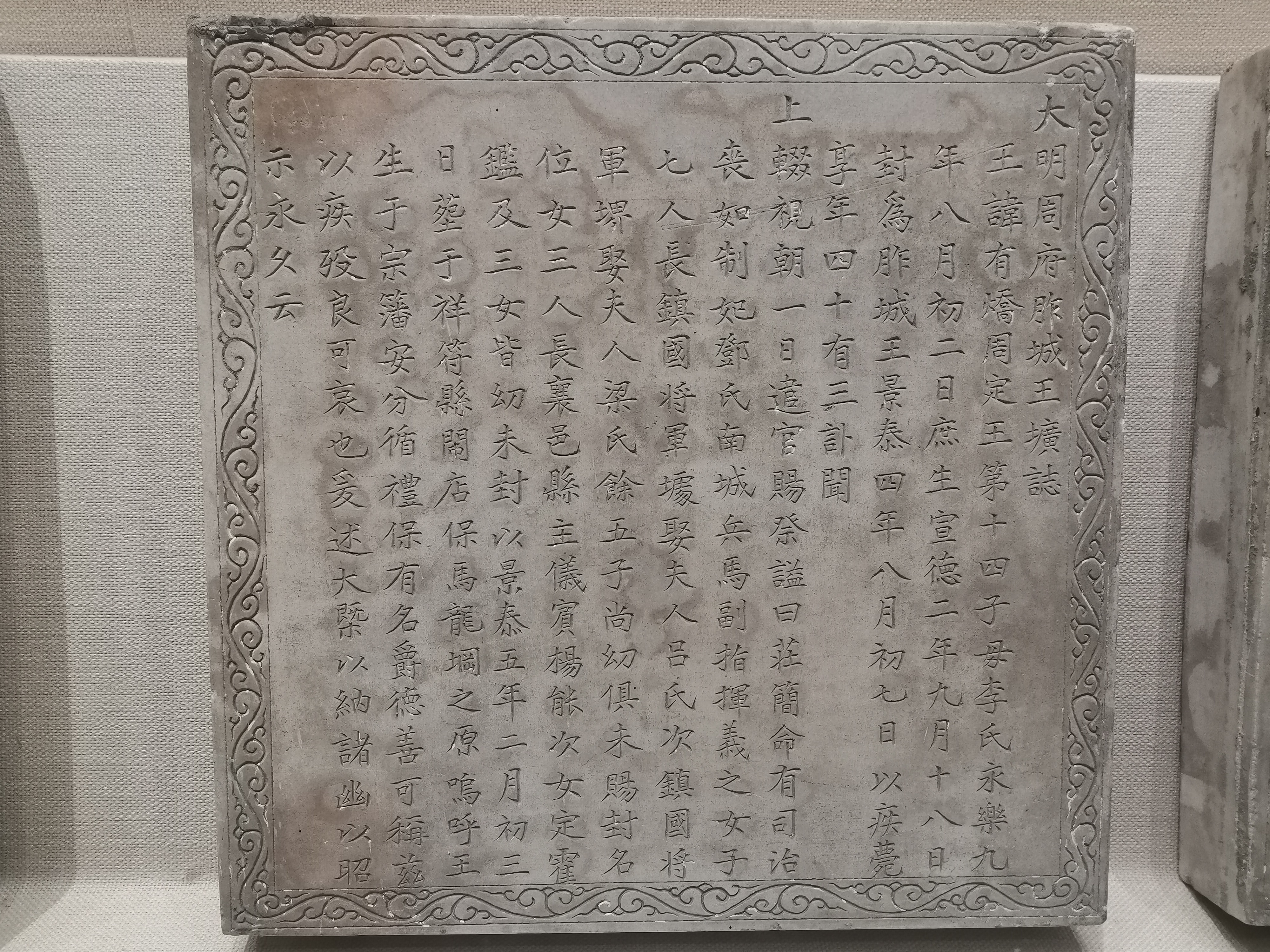
大明周府胙城王壙誌（開封市博物館藏）

景泰五年二月初三日（1454年3月1日），朱有燆葬於河南開封府祥符縣鬧店保馬龍堈之原。壙誌現藏於開封市博物館。

大明周府胙城王壙誌

　王諱有燆，周定王第十四子，母李氏。永樂九

　年八月初二日庶生。宣德二年九月十八日，

　封爲胙城王。景泰四年八月初七日，以疾薨，

　享年四十有三。訃聞，

上輟視朝一日，遣官賜祭，謚曰莊簡，命有司治

　喪如制。妃鄧氏，南城兵馬副指揮義之女。子

　七人：長鎮國將軍壉，娶夫人吕氏；次鎮國將

　軍堺，娶夫人梁氏；餘五子尚幼，俱未賜封名

　位。女三人：長襄邑縣主，儀賓楊能；次女定霍

　鑑及三女皆幼，未封。以景泰五年二月初三

　日，塟于祥符縣鬧店保馬龍堈之原。嗚呼！王

　生于宗籓，安分循禮，保有名爵，德善可稱。茲

　以疾殁，良可哀也。爰述大㮣，以納諸幽，以昭

　示永久云。